# Liste des réserves de biosphère en Israël
Israël possède deux réserves de biosphère reconnues par l'Unesco dans le cadre du programme sur l'homme et la biosphère.

## Liste
- Mont Carmel (1996)
- Meggido (2011, anciennement Ramot Menashe, renommée en 2017)